# Ultra ATX
Ультра ATX - форм-фактор материнської плати, запропонований Foxconn під час CES в січні 2008 року. У принципі, це просто більш габаритна версію ATX : 14,4 × 9,6 дюймів (366 × 244 мм). Ultra ATX підтримує 10 слотів розширення, на відміну від семи слотів ATX, і це вимагає повного full-tower корпусу комп'ютера для підтримки більшої висоти плати. Іншими словами, при тій же ширині, що і в ATX (244 мм), Ultra ATX форм-фактор має більшу довжину (366 мм).

## Застосування
Офіційним роз'ясненням було наступне:
Сучасні високопродуктивні відеокарти часто мають конструкцію з подвійним слотом, у зв'язку з необхідністю використовувати радіатор великого розміру для ефективного охолодження графічного чипсета. Як наслідок, слот розширення під слотом, в якому встановлена відеокарта, заблокований і не може бути використаний іншою платою розширення. У разі використання чотирьох таких відеокарт в системі не залишається жодного доступного слота розширення, так як всі додаткові слоти заблоковані встановленими відеокартами.
З вересня 2009 року також існують 13,5 дюймові материнські плати, випущені EVGA (перша з них — X58 Classified 4-Way SLI).